# Ле-Лож (Кальвадос)
Ле-Лож (фр. Les Loges) — коммуна во Франции, находится в регионе Нижняя Нормандия. Департамент коммуны — Кальвадос. Входит в состав кантона Оне-сюр-Одон. Округ коммуны — Вир.
Код INSEE коммуны — 14374.

## Население
Население коммуны на 2010 год составляло 141 человек.
| 1962 | 1968 | 1975 | 1982 | 1990 | 1999 | 2010 |
| ---- | ---- | ---- | ---- | ---- | ---- | ---- |
| 177  | 165  | 126  | 128  | 110  | 115  | 141  |

## Экономика
В 2010 году среди 83 человек трудоспособного возраста (15—64 лет) 68 были экономически активными, 15 — неактивными (показатель активности — 81,9 %, в 1999 году было 68,4 %). Из 68 активных жителей работали 67 человек (39 мужчин и 28 женщин), безработной была 1 женщина. Среди 15 неактивных 6 человек были учениками или студентами, 6 — пенсионерами, 3 были неактивными по другим причинам.